# Estação de Poissy
A Estação de Poissy é uma estação ferroviária francesa na linha de Paris-Saint-Lazare a Le Havre, localizada no território da comuna de Poissy, no departamento de Yvelines, na região da Ilha de França.
Foi inaugurada em 1843 pela companhia ferroviária de Paris a Ruão. É uma estação da Société Nationale des Chemins de Fer Français (SNCF), servida pelos trens da linha A do RER, da qual é um dos três terminais ocidentais, e pelos trens da linha J do Transilien.

## Situação ferroviária
Após a inauguração em 1837 da linha de Paris a Le Pecq, surgiu a questão de sua extensão. A cidade de Poissy estava em uma das rotas propostas.
Estabelecida a uma altitude de 27 metros, a estação de Poissy está localizada no ponto quilométrico (PK) 25.833 da linha de Paris-Saint-Lazare a Le Havre, entre as estações de Achères - Grand-Cormier (se intercalando a estação fechada de Poissy-Quai-Talbot) e Villennes-sur-Seine.

## História
A estação foi inaugurada em 9 de maio de 1843 e depois reconstruída na década de 1870. O prédio da estação foi destruído em 1987 para dar lugar à atual estação. Desde 29 de maio de 1989, esta gare é a cabeça de linha de um dos três ramais ocidentais da linha A do RER.
Em 2016, segundo estimativas da SNCF, o atendimento anual na estação foi de 9 749 667 passageiros.

### Canteiro Eole
Uma fase de consulta ocorreu entre 12 de junho de 2017 e 13 de julho de 2017 sobre o redesenvolvimento da estação e seus arredores; três cenários foram propostos, "mínimo", "intermediário" e "máximo", para um orçamento estimado de 13,5 milhões de euros, 18 milhões de euros e 23,5 milhões de euros respetivamente. Entre outras coisas, esta requalificação prevê em todos os casos uma ligação pedonal com a futura estação da linha 13 do bonde.
Em 18 de agosto de 2018, uma nova ponte ferroviária de 21 metros de comprimento e de 57 toneladas foi instalada acima da D30.

## Pátio
No pátio da estação está um busto de Georges Pompidou esculpido por Gudmar Olovson, bem como uma Fonte Wallace.

## Serviço aos viajantes

### Ligação
A estação é servida pelos trens da linha A do RER, da qual é o terminal do ramal A5. A estação também é servida por trens da linha J do Transilien que efetuam missões entre Paris-Saint Lazare e Les Mureaux ou Mantes-la-Jolie.

### Intermodalidade
A estação é servida por:
- linha 4 das empresas de transporte Courriers de Seine-et-Oise e Hourtoule;
- linhas 73, 87, 88A e 88B da rede de ônibus do Mantois;
- linhas 5 e 16 da empresa de transportes Établissement Transdev de Conflans;
- linha 14 da empresa de transporte Transdev Estabelecimento de Ecquevilly;
- linha 8 da rede de ônibus de Saint-Germain Boucles de Seine;
- linhas 1, 2, 3, 5, 10, 12, 24, 29, 30, 40, 50, 51, 52, 53, 55, 56, 69, 71, 94, X409, Soirée Poissy e Carrières-sous-Poissy da rede de ônibus de Poissy - Les Mureaux;
- linhas N151 e N155 da rede Noctilien.

## Projetos

### Tramway T13 Express
O projeto de extensão de 10,5 km da linha de bonde T13 Express, inaugurado em julho de 2022, está planejado entre Saint-Germain-en-Laye e Achères-Ville até 2027. Esta extensão incluirá quatro estações: Poissy Gambetta, Poissy RER (correspondência com a estação Poissy por ligação pedonal), Poissy ZAC e Achères-Ville RER.

### Linha E do RER
Até 2026, a linha E do RER, por ocasião de sua extensão para Mantes-la-Jolie, deverá servir a estação de Poissy em substituição da linha J.